# Ginaz Labyrinthus
Il Ginaz Labyrinthus è una formazione geologica della superficie di Titano.